# 久治县
久治县（藏語：གཅིག་སྒྲིལ་རྫོང，威利转写：gcig sgril rdzong，藏语拼音：Jigzhi Zong）是中华人民共和国青海省果洛藏族自治州东南部的一个县。东南面、东北面分别与四川省、甘肃省接壤。面积8696平方公里，常住总人口約3万，其中藏族占98%以上。县人民政府驻智青松多镇。

## 行政区划
久治县下辖1个镇、5个乡：
智青松多镇、门堂乡、哇赛乡、索乎日麻乡、白玉乡和哇尔依乡。

## 人口
根据(青海省)果洛州第七次全国人口普查公报显示：久治县常住人口为29929人，男性人口占比51.16%，女性人口占比48.84%，年龄结构中0-14岁占比29.5%，15-59岁占比63.16%，60岁以上占比7.34%，65岁以上占比5.51%。

## 交通
- 345国道、 347国道过境。